# Vergilius Romanus

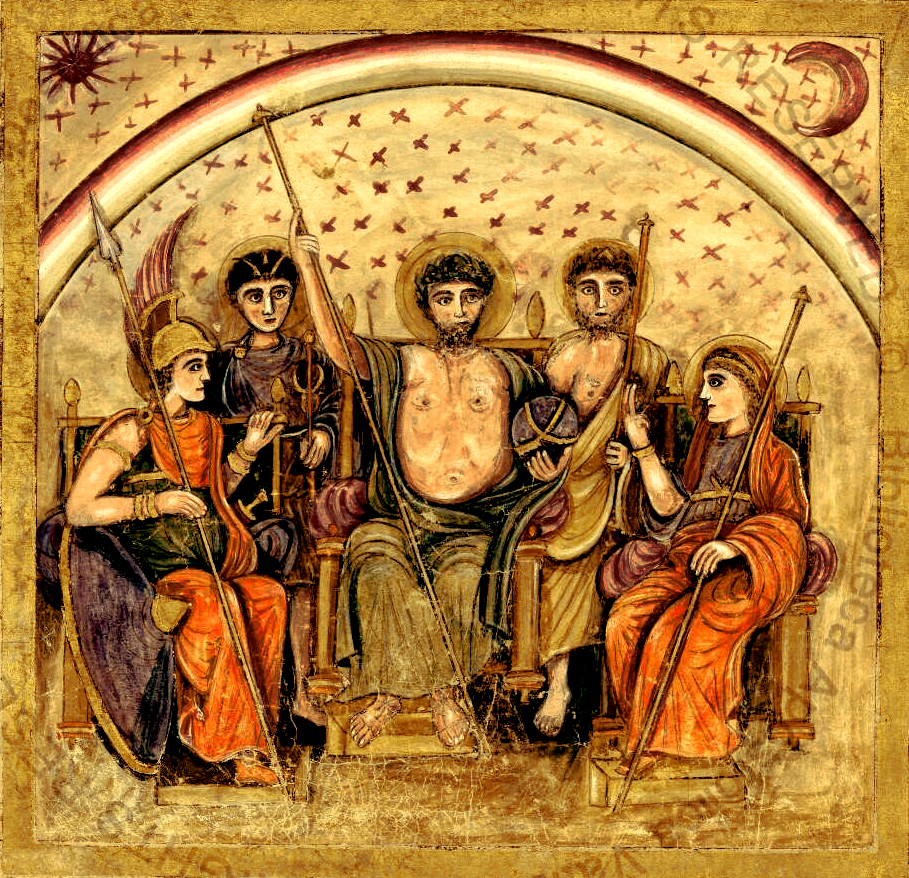
Narada bogów. Ilustracja do Eneidy w późnoantycznym kodeksie Vergilius Romanus

Vergilius Romanus – ilustrowany manuskrypt z V wieku zawierający dzieła Wergiliusza - Eneidę, Georgiki i Bukoliki. Przechowywany jest w zbiorach Biblioteki Watykańskiej. Uważa się go za jeden z najstarszych i najważniejszych rękopisów poezji Wergiliusza.
Kodeks liczy 309 kart, pisany jest kapitałą. Tekst ozdobiony jest licznymi miniaturami o różnych formatach. Ilustracje są prymitywne pod względem formalnym, pozbawione realiów przestrzennych, postaci osadzone są w dość chaotyczny sposób na abstrakcyjnym tle.